# Zackarias Faour
Zackarias Faour (sinh ngày 30 tháng 1 năm 1998) là một cầu thủ bóng đá người Thụy Điển thi đấu ở vị trí tiền đạo cho Östers IF ở Superettan, theo dạng cho mượn từ IK Sirius.

## Đời sống cá nhân
Faour sinh ra ở Thụy Điển và có gốc Liban.